# ロルフ・クラーケ (装甲艦)

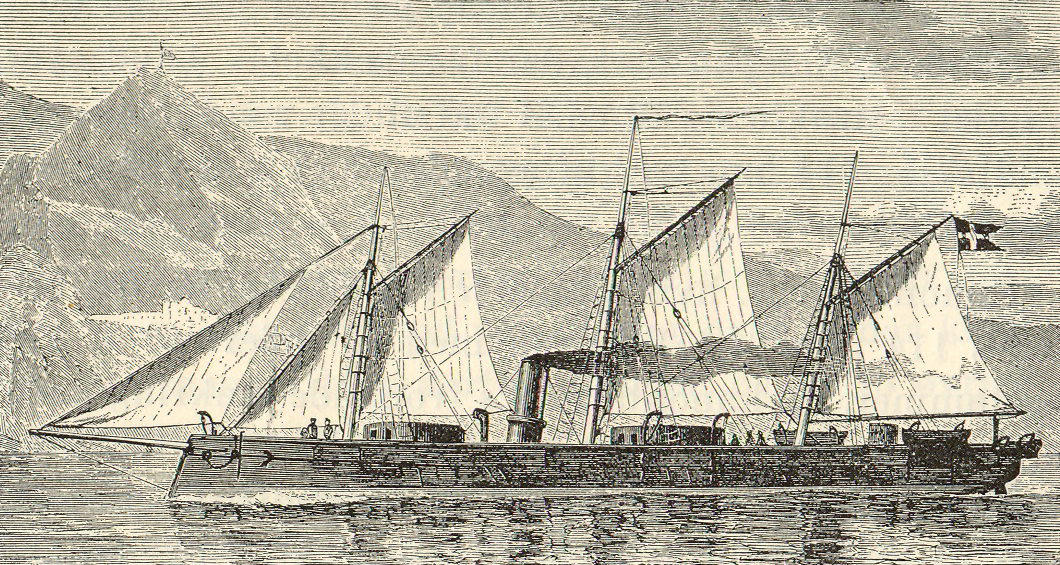
「ロルフ・クラーケ」

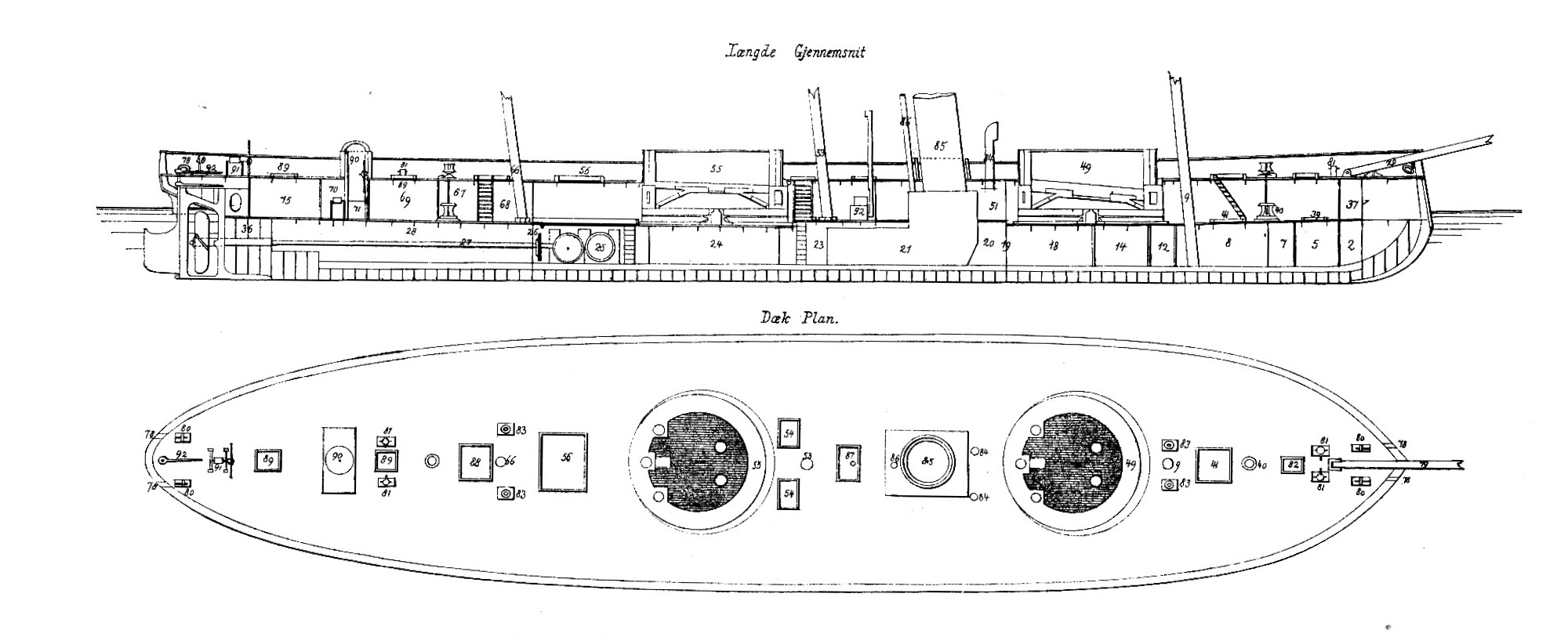
「ロルフ・クラーケ」の図面

ロルフ・クラーケ (Rolf Krake) はデンマーク海軍の艦艇。ヨーロッパ最初の装甲砲塔艦である。デンマーク海軍での類別は浮砲台 (flydende batteri)、次いで装甲砲台 (pandserbatteri) であった。艦名はデンマークの伝説上の王にちなむ。
1860年代初め、デンマークはプロイセンとの対立により、自国の浅い遮蔽水域での使用に適した装甲艦を求めていた。1862年3月に生起したハンプトンローズ海戦の知らせが届くと、デンマークの内閣では「モニター」様の艦の取得が提案され、4月5日にはモニター1隻を取得することが内閣で合意された。情報収集のために5月9日にイギリスとアメリカへ士官と造船技師が派遣され、イギリスではネイピア＆サンズ社とサミューダ＆ブラザーズ社から提案を受けてネイピア＆サンズ社の方を推すと報告している。一方、アメリカではデンマーク公使ロスルフがジョン・エリクソンからモニター建造の提案を受けた。イギリスの設計とアメリカの設計では乾舷の高さに差があり、低乾舷のアメリカのものは北欧海域での運用が不安視された。最終的に、上記3つおよびコペンハーゲンのバウムガーデン＆ブアマイスタ社のものの中からネイピア＆サンズ社が選ばれ、1862年8月28日に契約が結ばれた。ただし砲塔は、元々後装砲用のもので装甲が薄いイギリスのものより、「モニター」搭載の前装砲用で装甲が厚いものの方が良いとされ、当初のキューポラと呼ばれる円錐状のものから変更された。
1862年12月起工。1863年5月6日進水。7月にデンマーク海軍に引き渡され、同月9日にコペンハーゲンに着いた。
「ロルフ・クラーケ」の船体は鉄製で、2層になっていた。舷側にはブルワークがあり、艦首部以外は起倒式であった。排水量1330トン、長さ57.7m、幅11.6m、吃水3.5m。帆装を有し、3本マストのスクーナーであった。1878年に主檣は撤去された。
主砲はアームストロング製60ポンド89ctr前装滑腔砲4門で、円筒状の連装砲塔2基に搭載された。発射速度は1砲塔当り3分に1発であった。主砲の他には、4ポンド榴弾砲8門を搭載した。主砲は1867年に前部、1878年に後部の砲がアームストロング60ポンド144ctr前装施条砲になり、1889年には前部にクルップ25口径6インチ80ctr後装砲1門が搭載された。8ポンド砲は1870年から1872年の間は撤去されており、1875年にフィンスポング4ポンド9ctr前装施条砲2門、次いで1886年にクルップ25口径3インチ10ctr後装砲2門に換えられた。また、1893年時点ではホチキス37mm5砲身回転4砲4門も搭載されている。
機関は、直動蒸気機関1基、角缶4基で出力700指示馬力。一軸推進で、計画触力は9.5法定マイル（8ノット）。1863年のバルト海での公試の際には10.5ノットを記録している。石炭搭載量は135トンで、航続距離は8ノットで1150浬。
装甲は錬鉄製で、水線装甲帯は厚さ76mmから114mm。砲塔は114mmから178mm、司令塔は229mmであった。甲板には前檣・後檣間に19mmの装甲鈑があった。
1864年2月1日、第2次シュレスヴィヒ・ホルシュタイン戦争が勃発。2月10日、「ロルフ・クラーケ」（艦長H.P. Rothe）はスループ「Dagmar」とともにコペンハーゲンからスナボーへ向けて出航した。2月18日、デンマーク軍の側面にまわるためにプロイセン軍が作っていた橋を攻撃すべく、「ロルフ・クラーケ」はフレンスボー湾へ入った。吃水の関係で、または敵から視認されないよう間接射撃で57発（約72発）発射したが命中弾はなかった。多数被弾したが、装甲を貫通したものは無かった。3月28日、「ロルフ・クラーケ」は砲撃によって敵の攻勢を撃退した。4月18日、大口径弾が甲板を貫通し、死者1名、負傷者9名が出たが、この日「ロルフ・クラーケ」はヴェミングボン湾で95発を発射した。6月29日未明、アルス海峡を渡る敵を攻撃するが、明るくなると攻撃を受け退避。その後はアルス島からの撤退支援に従事し、この日は116発を発射した。
1864年3月には榎本武揚と赤松則良が「ロルフ・クラーケ」を見学している。
1893年、新式砲の実験艦となる。1906年6月29日除籍。オランダのフランク・レイスデイク社に46400クローネで売却され、1907年7月12日に解体地へ向かった。